# Nadezjda Olizarenko
Nadezjda Fjodorovna Olizarenko (ryska: Надежда Фёдоровна Олизаренҝо), född 28 november 1953 i Brjansk, död 18 februari 2017 i Odessa, var en rysk-ukrainsk friidrottare som under 1980-talet tävlade för Sovjetunionen.
Olizarenko tävlade huvudsakligen på 800 meter och på 1 500 meter. Hennes karriärs höjdpunkt var OS 1980 i Moskva där Olizarenko vann guld på 800 meter på tiden 1.53,43. Tiden som då innebar ett nytt världsrekord är fortfarande den näst snabbaste tiden på 800 meter efter Jarmila Kratochvílovás världsrekord.